# Simfonia núm. 3 (Weinberg)
La Simfonia núm. 3 en si menor, op. 45, fou composta per Mieczysław Weinberg entre el mes de març de 1949 i la va acabar el juny de 1950. Deu anys després va realitzar una àmplia revisió i la simfonia es va estrenar el 23 de març de 1960 a la Gran Sala al Conservatori de Moscou, interpretada per l'Orquestra Simfònica de la Ràdio i Televisió de la Unió Soviètica dirigida per Aleksandr Gauk.
Es considera la seva primera simfonia "adulta". La primera que va escriure encara era en època d'estudiant i la segona és una simfonia només en el títol, en la pràctica és una simfonia de cambra, només per a instruments de corda.

## Moviments
1. Allegro – [ ] – Tempo I – Largo
2. Allegro giocoso – [ ] – Andante sostenuto – Tempo
3. Adagio – Doppio movimento – Tempo I
4. Allegro vivace – Moderato – Tempo I

## Origen i context
A principis de 1948, la campanya anti-formalista liderada per Andrei Jdànov va tenir un fort impacte en Mieczysław Weinberg i altres compositors avantguardistes soviètics. El decret exigia una música accessible per al poble, basada en cançons i materials populars. Durant aquest període, sota el govern de Stalin, Weinberg va preferir compondre obres vocals, corals, i peces més modestes com sonatines i sinfoniettes, evitant grans formes com simfonies i concerts. Per ajustar-se als criteris imposats, Weinberg va incorporar una melodia popular bielorussa titulada Quina lluna, que és presentada inicialment pels violoncels i posteriorment pels violins al primer moviment. Al segon moviment, va incloure una dansa tradicional similar a una polonesa, Matek ha mort, interpretada per violins i violes, que finalment es transforma en el tema central de la peça.
Malgrat els esforços de Weinberg per suavitzar l'obra, aquesta no es va poder estrenar a Moscou i es va ajornar. Es desconeix si la cancel·lació es va deure a la pressió oficial o a una decisió d'autocensura, però és revelador que el seu *Concert per a violoncel* de l'any anterior va patir un destí similar. Una dècada més tard, Weinberg va revisar la partitura, eliminant parts redundants, reescrivint episodis i canviant l'ordre dels moviments, com l’*scherzo*, que va passar del tercer al segon.